# Martin Kasík
Martin Kasík (né en 1976 à Frenštát pod Radhoštěm, en Tchécoslovaquie) est un pianiste tchèque.

## Biographie
Kasík étudie au Conservatoire Janáček d'Ostrava avec Monika Tugendliebová et Ivan Klánský à l'Académie des arts musicaux à Prague. Il participe également à des classes de maître de Lazar Berman, Eugen Indjic, Christian Zacharias, Paul Badura-Skoda, Claude Helffer et Pierre Jasmin. En 1994, il remporte le premier prix du Concours International de Piano de Kil, en Suède, au Concours Chopin à Mariánské Lázně en 1997, le Concours International de Piano du « Printemps de Prague » en 1998 et dans le concours européen de concerts des jeunes artistes la même année. L'année suivante, il atteint la finale de la compétition de concerts des jeunes artistes de New York et en 2000, il reçoit le Prix Davidoff en tant que meilleur artiste tchèque de moins de 28 ans, dans le domaine de la musique classique.
En 2000, Kasík effectue une tournée de concerts aux États-Unis et au Canada. En 2002, il joue avec l'Orchestre symphonique de Chicago dirigé par Pinchas Zukerman, suivi en 2004 d'une tournée au Japon avec l'Orchestre philharmonique tchèque et en 2005, une nouvelle tournée aux États-Unis. En 2006, il donne la première du Concerto pour piano Come d'accordo de Sylvie Bodorovás avec l'Orchestre philharmonique de Prague. Après des concerts en Allemagne, en Autriche, en Slovaquie et en Suisse (avec l'Orchestre de la Tonhalle de Zürich sous la direction de Jiří Kout), il se produit en 2008 au Royaume-Uni, en Pologne et en Espagne entre autres. Kasik a enregistré des œuvres de Bach, Beethoven, Chopin, Schumann, Rachmaninoff et Slavický.

## Discographie
La discographie de Martin Kasík comprend une douzaine de disques enregistrés pour les labels Arco Diva et Supraphon.
- Live from Prague : Schumann, Kreisleriana ; Rachmaninoff, Sonate no 2 (concert 1999, Arco Diva)[1] (OCLC 900611017)
- Bartók, Allegro barbaro ; Janáček, Slavisku ; Fišer, Sonate pour piano no 8 (13-20 juin 2000, Arco Diva UP 0030-2 131)[2] (OCLC 900164405)
- Chopin, Andante spianato et Grande polonaise brillante, Ballade op. 23, Nocturne op. 27/2, Scherzo op. 31, Mazurkas op. 24, Sonate en si mineur no 3, op. 58 (17/21 décembre 2001, Arco Diva / Hudební rozhledy) (OCLC 900165871 et 1019845317)
- Dvořák et Schumann - Quintette avec piano - Quatuor Wihan (18-19 avril/3-4 mai 2003, Arco Diva) (OCLC 900166106)
- Dvořák, Danse slaves, op. 46 et 72 - Kristina Krkavcova (2004, Arco Diva) (OCLC 900166996)
- Dvořák, Concerto pour piano - Orchestre philharmonique tchèque, dir. Jiří Kout (9 septembre 2003, Radioservis/Supraphon) (OCLC 57616783)
- Chopin, Œuvres pour violoncelle et trio avec piano - Jiří Bárta, violoncelle ; Jan Talich, violon ; Martin Kasík, piano (4-5/7 mai / 13-14 juin 2007, Supraphon) (OCLC 226430852)
- Janáček, Novák et Nedbal, sonates pour violon - Ivan Ženatý, violon et Martin Kasík, piano (8-10 décembre 2008, Supraphon)

## Sources
- Chopin-Gesellschaft Darmstadt - Klavierabend Martin Kasík
- (cs) Dvoraks Prag - Martin Kasík
- Deutsches Symphonie-Orchester Berlin - Martin Kasík